# Gervasio Posadas Mañe
Gervasio Posadas Mañé (Montevideo, Uruguay, 29 de junio de 1962) es un escritor, formador y gestor cultural de origen uruguayo y residente en España, país del que también posee la nacionalidad.

## Biografía
Gervasio Posadas nació en Montevideo en 1962. Hijo de un diplomático uruguayo y de una restauradora, su infancia transcurrió entre la URSS, Argentina y Gran Bretaña, destinos profesionales de su padre, hasta que se estableció definitivamente en España. Trabajó en distintas agencias de publicidad hasta, pasados los cuarenta, dedicarse a la formación, la gestión cultural y la escritura. En 2007 publicó su primera novela, El secreto del gazpacho, que llegó a estar en la lista de los libros más vendidos del momento. Más tarde vinieron La venganza es dulce y además no engorda, una sátira sobre el mundo de las escuelas de negocios, y Niki Zas y el retrete nuclear, dirigida al público juvenil.  
El mentalista de Hitler, publicada en 2016, supuso su primera incursión en la novela histórica y narra el último año de vida del Erik Jan Hanussen, el adivino que anticipó la llegada al poder de Hitler. Su última novela, El mercader de la muerte se centra en la vida de otro personaje olvidado por la historia, el misterioso traficante de armas Basil Zaharoff, la supuesta mano negra detrás de muchos de las guerras de finales del siglo XIX y principios del XX. 
Junto con su hermana la escritora Carmen Posadas, escribió Hoy caviar, mañana sardinas, que ganó el Premio Sent Sovi de literatura gastronómica en 2008 y el Prix Eugénie Brazier a la mejor novela gastronómica en 2014.
Gervasio es director de Ámbito Cultural y de la escuela de escritura yoquieroescribir.com, además de colaborador habitual en distintas publicaciones como Marca, GQ, The Hufftngton Post o Traveler (Conde Nast). Previamente a su trayectoria como gestor cultural y escritor fue director general para España y Portugal de Grey Direct, también trabajó como responsable de cuentas en Wunderman y Ogilvy. Es licenciado en empresariales por la Universidad Complutense de Madrid y PDG por IESE Business School - Universidad de Navarra en 2007.

## Obra
- El secreto del gazpacho. Siruela. 2007. ISBN 978-8498410488.
- Hoy caviar, mañana sardinas (junto con Carmen Posadas)  RBA Libros. 2008. ISBN 978-8498670578.
- La venganza es dulce y además no engorda. Espasa Libros. 2009. ISBN 978-8467031713.
- Doctor Mateo. Espasa Narrativa. 2009. ISBN  978-8467031997.
- Pájaros de Papel. Espasa Narrativa. 2010. ISBN 978-8467032826.[9]
- Niki Zas y el retrete núclear. Editorial Edebé. 2013. ISBN 978-8468308319.
- El mentalista de Hitler .  Editorial Suma de Letras, Spain. 2016. ISBN 978-8483658734.[10]
- El mercader de la muerte. Editorial Suma de Letras, Spain. 2020. ISBN 978-8491293606.[11]

### Traducciones
- Aujourd’hui Caviar, Demain Sardines (Traducido al francés por Pilar Luque). Éditions de l’Épure. 2015. ISBN 978-2352552420.
- Mentalista Hitlera (Traducido al polaco por Agata Ostrowska). Ed. Rebis. 2017. ISBN 978-8380621961.
- Il Segreto del Gazpacho (Traducido al italiano por Fabiana Marconi). Ed Giunti. 2008 ISBN 9788809061071
- Ο πνευματιστής του Χίτλερ (Traducido al griego por Αγγελική Βασιλάκου). Μεταίχμιο. 2017. ISBN 978-6180310993[12]

## Premios
- Premio Sent Sovi de literatura gastronómica, 2008.
- Prix Eugénie Brazier a la mejor novela gastronómica, 2014.